# Nishida Tsubasa
Tsubasa Nishida (sinh ngày 26 tháng 6 năm 1990) là một cầu thủ bóng đá người Nhật Bản.

## Sự nghiệp câu lạc bộ
Tsubasa Nishida đã từng chơi cho FC Imabari, Azul Claro Numazu và FC Ryukyu.